# Clemens Schönborn
Clemens Maria Schönborn (* 1967 in Duisburg) ist ein deutscher Regisseur, Autor und Musiker.

## Leben
Clemens Maria Schönborn arbeitete anfänglich als Beleuchter und Regieassistent. So war er Regieassistent bei Frank Castorf (Verfilmung der Inszenierung Dämonen) und Christoph Schlingensief (Die 120 Tage von Bottrop). 2001 schloss Schönborn sein Regie-Studium an der Hochschule für Film und Fernsehen „Konrad Wolf“ in Potsdam-Babelsberg ab. Während des Studiums schuf er mehrere international ausgezeichnete Kurzfilme, von denen Hund auf dem „Festival Internacional de Cine de Gijón“ den Preis für den besten Kurzfilm erhielt.
Sein Kurzfilm Land Unter, eine Koproduktion der HFF Potsdam / Babelsberg mit der Schramm Film Gbr, erhielt den Hauptpreis in Târgu Mureș, Rumänien, als Bester Kurzfilm. Weitere Auszeichnungen: Bester Kurzfilm auf dem Internationalen Filmfestival Mannheim-Heidelberg ausgezeichnet, Erster Preis – Thirteen festival „All shorts“, Aix en Provence, Frankreich; Erster Preis – II Festival Internacional de Cine, Buenos Aires, Argentinien. Sein Kurzfilm Silikon mit Sophie Rois in der Hauptrolle hatte seine Uraufführung auf den Hofer Filmtagen.
Sein Spielfilmdebüt gab Schönborn 2004 mit Fräulein Phyllis. Neben der Regie war er auch für das Drehbuch verantwortlich. Fräulein Phyllis hatte seinen Kinostart in den österreichischen Kinos im Winter 2004. Es folgte die Ausstrahlung im Fernsehen auf ORF, Arte und 3 Sat.
Sein Spielfilm Der Letzte macht das Licht aus! hatte seine Premiere im Wettbewerb des Max-Ophüls-Festival. Der Film wurde für den Adolf-Grimme-Preis 2008 nominiert. Schönborn erhielt für seine Regieleistung das Mercedes-Benz-Förderstipendium.
Für den Tatort Rendezvous mit dem Tod, dessen Erstausstrahlung am 20. Februar 2011 war, verfasste er gemeinsam mit der Autorin Meike Hauck das Drehbuch.
Seit 2010 inszeniert Schönborn auch am Theater. Seine Inszenierung Medea nach Euripides mit Sophie Rois in der Hauptrolle hatte im Januar 2010 im Centraltheater Leipzig Premiere. Seine Inszenierung Die Kameliendame nach Alexandre Dumas, Stückfassung Schönborn, Musik Verdi, hatte Anfang 2011 Premiere in der Volksbühne Berlin am Rosa-Luxemburg-Platz.
Schönborn wird als Theater- und Drehbuchautor von der S. Fischer Verlag GmbH vertreten.
In der Spielzeit 2009/10 stand Clemens Schönborn im Centraltheater Leipzig in Rolle des Dr. Einstein in Arsen und Spitzenhäubchen in der Inszenierung von Sebastian Hartmann als Schauspieler auf der Bühne.

## Filmografie (Auswahl)
- 1995: Land Unter (Kurzfilm)
- 1997: Silikon (Kurzfilm)
- 1998: Hund (Kurzfilm)
- 2004: Fräulein Phyllis
- 2007: Der Letzte macht das Licht aus!
- 2011: Tatort: Rendezvous mit dem Tod
- 2017: Hit Mom – Mörderische Weihnachten
- 2021: Polizeiruf 110: Frau Schrödingers Katze

## Theater (Auswahl)
- 2010: Medea Centraltheater Leipzig
- 2011: Lob der Profanierung Volksbühne am Rosa Luxemburg Platz Berlin
- 2011: Kameliendame Volksbühne am Rosa Luxemburg Platz Berlin
- 2012: Waisen Staatstheater Schwerin
- 2018: Have a cup of Tea - Songs und Storys über Inzest, Unschuld und Klassenbewusstsein Stiftung Schloss Neuhardenberg, Deutsches Theater Berlin
- 2020: Sophie Rois fährt gegen die Wand im Deutschen Theater Deutsches Theater Berlin
- 2024: Das Leben ein Traum Volksbühne Berlin

## Hörspiele
- 2013: Die Kameliendame Westdeutscher Rundfunk, u. a. mit Sophie Rois, Bernhard Schütz
- 2013: Die Gespenster von Berlin Rundfunk Berlin Brandenburg u. a. mit Anne Ratte-Polle

## Auszeichnungen
- 1995: Bester Kurzfilm beim Internationalen Filmfestival Mannheim-Heidelberg für Land Unter
- 1995: 1er Prix beim Festival Tous Courts d'Aix-en-Provence für Land Unter
- 1998: Best Short Film Award beim ALTER-NATIVE International Short Film Festival Targo Mures für Land Unter
- 1998: Premio Principado beim Festival Internacional de Cine de Gijón für Hund
- 2008: Mercedes-Benz-Förderstipendium beim Adolf-Grimme-Preis für Der Letzte macht das Licht aus!
- 2014: Grand Prix Marulić beim International Radio Festival für Die Kameliendame